# Protezionismo
(Friedrich Engels, Dazio protettivo e libero scambio)

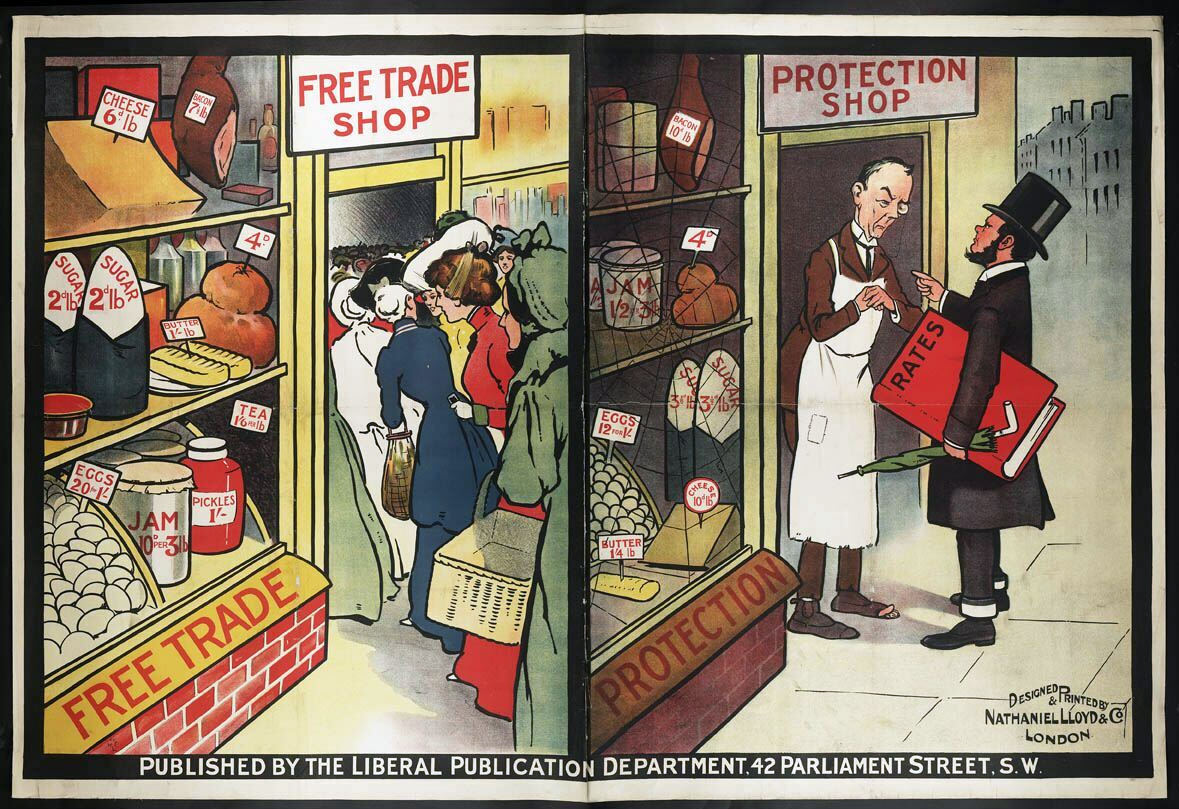
Manifesto politico del Partito Liberale britannico che mostra le proprie opinioni sulle differenze tra un'economia basata sul libero scambio e sul protezionismo. Il negozio di libero scambio è mostrato pieno fino all'orlo di clienti grazie ai suoi prezzi bassi. Il negozio basato sul protezionismo viene mostrato soffrire di prezzi elevati e mancanza di clienti, con animosità tra l'imprenditore e il regolatore.

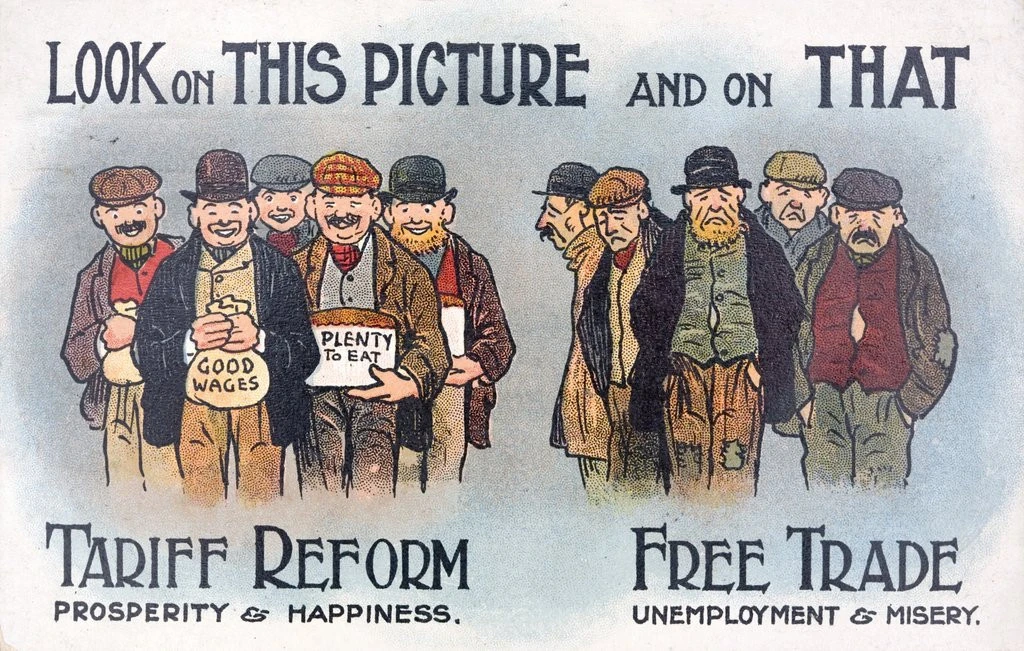
Poster contro il libero scambio. Questa immagine del 1910 mostra che il protezionismo porta alla prosperità e ai buoni salari, mentre il libero scambio porta alla disoccupazione e alla miseria (Foto di Michael Nicholson/Corbis via Getty Images)

Il protezionismo è una politica economica interventista perseguita da uno stato o da un gruppo di stati per proteggere e favorire i propri produttori nazionali dalla concorrenza dei produttori stranieri. È una forma di regolamentazione del commercio estero di un paese. Il protezionismo si oppone al libero scambio (il cui principale risultato attuale è la globalizzazione del commercio) e alla teoria del vantaggio comparato.
Le misure protezionistiche consistono essenzialmente nel limitare le importazioni straniere (barriere doganali, quote di importazione, regolamenti governativi, norme tecniche o sanitarie), nell'incoraggiare le esportazioni (sussidi vari, incentivi fiscali, svalutazione monetaria), nel favorire le imprese nazionali negli appalti pubblici o nell'impedire agli investitori stranieri di prendere il controllo delle imprese nazionali.
Discriminando le importazioni, la gente sarebbe meno propensa a comprarle perché diventano più costose. L'obiettivo è che comprino invece prodotti locali, stimolando così l'economia del loro paese. Le politiche protezionistiche fornirebbero quindi un incentivo per espandere la produzione e sostituire le importazioni con prodotti nazionali (Industrializzazione per sostituzione delle importazioni). Si suppone che riducano la pressione della concorrenza estera e il deficit commerciale.  Possono anche essere utilizzati per correggere i prezzi artificialmente bassi di alcuni prodotti importati, a causa di "dumping", sovvenzioni all'esportazione o manipolazione della valuta.
Ci sono diverse posizioni sull'efficacia delle politiche protezionistiche: gli economisti classici e neoclassici, che sono a favore del libero scambio, sostengono che il protezionismo ha un impatto negativo sulla crescita e sui livelli di ricchezza. Sostengono anche che i deficit commerciali non sono un problema perché il commercio è reciprocamente vantaggioso. Gli economisti protezionisti sostengono che gli squilibri commerciali sono dannosi. Per esempio, John Maynard Keynes, che si allontanò dal libero scambio nei primi anni '30, notò che i paesi con deficit commerciali indeboliscono le loro economie. E i paesi in surplus si arricchiscono a spese degli altri. Keynes credeva che le importazioni dai paesi in surplus dovessero essere tassate per evitare squilibri commerciali.

## Strumenti protezionistici
Protezionismo doganale:
- con l'applicazione di dazi protettivi ai prodotti importati, che aumentano automaticamente di prezzo rispetto ai prodotti nazionali che quindi vengono favoriti per il consumo sul mercato interno rispetto alle merci straniere;
- i dazi possono essere applicati anche alle materie prime esportate per mettere in difficoltà l'economia di stati non produttori.
- tariffa: In generale, i dazi doganali (o tasse) sono applicati alle merci importate. Le tariffe variano generalmente a seconda del tipo di merce importata. Le tariffe di importazione aumenteranno il costo per gli importatori e aumenteranno il prezzo delle merci importate nei mercati locali, riducendo così la quantità di merci importate, a vantaggio dei produttori locali. I dazi doganali possono essere imposti anche sulle esportazioni e, in un'economia con un tasso di cambio fluttuante, i dazi all'esportazione hanno effetti simili ai dazi all'importazione. Tuttavia, poiché i dazi all'esportazione sono spesso percepiti come "dannosi" per le industrie locali, mentre i dazi all'importazione sono percepiti come "di aiuto" alle industrie locali, i dazi all'esportazione sono raramente applicati.

storicamente, un conflitto doganale può degenerare in un conflitto militare armato. 
Protezionismo non doganale:
- dumping: vendita sottocosto sui mercati esteri di prodotti nazionali per vincere la concorrenza con quelli esteri,  e prezzi artificialmente alti degli stessi prodotti nazionali sul mercato interno, per recuperare le perdite;
- contingentamento delle merci vendute sui mercati di stati esteri non produttori per tenerne alto il prezzo al consumo;
- premi, agevolazioni fiscali e creditizie (tassi agevolati) ai produttori nazionali esportatori;
- controllo del mercato nazionale e internazionale dei cambi delle monete e del movimento dei capitali.
- tutela della tecnologia, brevetti, conoscenze tecniche e scientifiche.[7][8][9]
- impedire agli investitori stranieri di assumere il controllo di imprese nazionali o di assumere partecipazioni in determinate attività (considerate strategiche).[10][11]
- quote di importazione: le quote quantitative sono concepite per limitare le quantità di beni che possono essere importati in un determinato paese.
- ostacoli amministrativi: i paesi utilizzano regole amministrative diverse (ad es. in materia di sicurezza alimentare, norme ambientali, sicurezza elettrica, ecc.)[12]
- legislazione antidumping: il dumping è la pratica delle società che vendono per l'esportazione a prezzi inferiori a quelli del mercato interno. I sostenitori delle leggi antidumping sostengono che esse impediscono l'importazione di beni stranieri più economici che porterebbero alla chiusura di aziende locali. Le leggi antidumping sono generalmente utilizzate per imporre dazi doganali agli esportatori stranieri.
- sovvenzioni dirette: le sovvenzioni statali (sotto forma di pagamenti forfettari o di prestiti a basso costo) sono talvolta concesse ad aziende locali che non possono competere bene con le importazioni. Questi sussidi dovrebbero "proteggere" i posti di lavoro locali e aiutare le imprese locali ad adattarsi ai mercati globali.
- sovvenzioni all'esportazione: i governi spesso usano le sovvenzioni all'esportazione per aumentare le esportazioni.
- controlli sui tassi di cambio: un governo può intervenire sul mercato dei cambi per ridurre il valore della propria valuta vendendo la propria valuta sul mercato dei cambi. Se lo farà, aumenterà il costo delle importazioni e diminuirà il costo delle esportazioni, portando ad un miglioramento della sua bilancia commerciale.
- campagne politiche a favore del consumo interno (ad esempio, la campagna "Buy American" negli Stati Uniti, che potrebbe essere vista come una promozione extra-legale del protezionismo).
- spesa pubblica preferenziale, come Buy American Act, una legislazione federale che incoraggia il governo degli Stati Uniti a preferire i prodotti made in USA nei suoi acquisti.

## Storia del protezionismo
Nel XVII e XVIII secolo si attuò una forma primitiva di protezionismo, il mercantilismo, una politica tesa al rafforzamento dell'economia interna e alla massima limitazione delle importazioni.
Nel XVIII secolo la nuova economia capitalistica che assumeva come linea guida la politica della libera concorrenza limitava il protezionismo ai settori più deboli della produzione e in genere a quello agricolo meno sviluppato e alle industrie nascenti.
Nel XIX secolo  troviamo il primo accenno a una sorta di teoria protezionistica nello Stato commerciale chiuso di Johann Gottlieb Fichte ripreso in parte da Friedrich List, l'ispiratore dello Zollverein (Unione doganale) tedesco del 1834, che nel suo Sistema nazionale di economia politica (1841) criticava i principi del free trade (libero mercato) come inidonei per i paesi in via di sviluppo come la Germania del tempo.
A seguito della depressione, effetto delle guerre napoleoniche, prima da parte degli stati più coinvolti, Inghilterra, Francia e Austria, poi dal resto d'Europa, si adottarono misure protezionistiche per risollevare le proprie industrie stremate dalle lunghe guerre.
Solo verso la fine degli anni 1840, la ripresa economica riportò in primo piano il libero scambio.
Ma a partire dal 1873 una crisi economica generalizzata riportò i paesi europei, ad eccezione dell'Inghilterra, il cui sviluppo economico era tanto avanzato da metterla al riparo da ogni concorrenza, ad un'aggressiva politica protezionista. 
È questo il periodo delle "guerre commerciali" che accompagnano, secondo alcune teorie storiografiche, il progressivo affermarsi del nazionalismo e la nascita, poco oltre la metà del XIX secolo, di nuovi stati nazionali, come la Germania e l'Italia.
Non a caso la svolta protezionista prese le mosse in Europa nel 1878 proprio dalla Germania di Bismarck e dall'Italia (vedi le politiche protezionistiche della Sinistra storica). Anche a causa dell'inizio delle importazioni di frumento dagli USA, che andavano a toccare gli interessi dei proprietari terrieri europei.

### Protezionismo nel Novecento
Le tendenze protezionistiche caratterizzarono l'economia europea e americana fino alla vigilia della prima guerra mondiale e si rafforzarono nel periodo tra le due guerre quando la crisi di Wall Street nel 1929 spinse le singole economie nazionali a una rigida chiusura, che nell'Italia fascista prese le forme dell'autarchia.
Nel secondo dopoguerra prevalse la filosofia statunitense del multilateralismo e della libertà totale degli scambi secondo le linee guida stabilite alla Conferenza di Bretton Woods del 1944, che segnò la fine dell'isolazionismo economico americano e del predominio del dollaro sulle altre valute.
Da allora si crearono organismi atti a tutelare il libero scambio come il Fondo Monetario Internazionale e la Banca Mondiale.
Dopo la depressione mondiale a seguito delle crisi energetiche del 1973 e del 1979, si sono manifestate nuove spinte protezionistiche che si sono gradualmente indebolite per la rapida integrazione dei mercati sia economici che finanziari che caratterizza i nostri tempi.

### Il protezionismo e la Grande Depressione
Gli anni 1920-1929 sono generalmente descritti, erroneamente, come anni in cui il protezionismo ha guadagnato terreno in Europa. In effetti, da un punto di vista generale, secondo Paul Bairoch, il periodo pre-crisi in Europa può essere considerato preceduto dalla liberalizzazione del commercio. La media ponderata delle tariffe sui manufatti è rimasta sostanzialmente invariata rispetto agli anni precedenti la prima guerra mondiale: 24,6 per cento nel 1913, contro il 24,9 per cento del 1927. Inoltre, nel 1928 e nel 1929, le tariffe sono state abbassate in quasi tutti i paesi sviluppati Inoltre, la Smoot-Hawley Tariff Act fu firmata da Hoover il 17 giugno 1930, mentre il crollo di Wall Street avvenne nell'autunno del 1929.
Paul Krugman scrive che il protezionismo non porta a recessioni. Secondo lui, la diminuzione delle importazioni (che può essere ottenuta con l'introduzione di tariffe) ha un effetto espansivo, cioè favorevole alla crescita. Così, in una guerra commerciale, poiché le esportazioni e le importazioni diminuiranno in egual misura, per tutto il mondo, l'effetto negativo di una diminuzione delle esportazioni sarà compensato dall'effetto espansivo di una diminuzione delle importazioni. Una guerra commerciale non provoca quindi una recessione. Inoltre, egli osserva che la tariffa Smoot-Hawley non ha causato la Grande Depressione. Il declino del commercio tra il 1929 e il 1933 "è stato quasi interamente una conseguenza della Depressione, non una causa. Le barriere commerciali sono state una risposta alla depressione, in parte una conseguenza della deflazione."
Jacques Sapir spiega che la crisi internazionale ha altre cause oltre al protezionismo. Egli sottolinea che "la produzione nazionale nei principali paesi industrializzati sta diminuendo […] più velocemente di quanto si stia contraendo il commercio internazionale". Se questo declino (nel commercio internazionale) fosse stato la causa della depressione che i Paesi hanno vissuto, avremmo dovuto vedere il contrario". "Infine, la cronologia degli eventi non corrisponde alla tesi dei liberi commercianti… La maggior parte della contrazione del commercio ha avuto luogo tra il gennaio 1930 e il luglio 1932, cioè prima dell'introduzione di misure protezionistiche, anche autarchiche, in alcuni paesi, ad eccezione di quelle applicate negli Stati Uniti nell'estate del 1930, ma con effetti molto limitati. Egli osserva che "la contrazione del credito è una delle cause principali della contrazione del commercio". "In realtà, è la liquidità internazionale la causa della contrazione del commercio. Questa liquidità è crollata nel 1930 (-35,7%) e nel 1931 (-26,7%)". Uno studio del National Bureau of Economic Research sottolinea l'influenza predominante dell'instabilità monetaria (che ha portato alla crisi internazionale di liquidità) e l'improvviso aumento dei costi di trasporto nel declino del commercio durante gli anni '30.
Milton Friedman riteneva inoltre che la tariffa Smoot-Hawley del 1930 non avesse causato la Grande Depressione. Douglas A. Irwin scrive: "la maggior parte degli economisti, sia progressisti che conservatori, dubita che Smoot Hawley abbia avuto un ruolo importante nella successiva contrazione"
William J. Bernstein ha scritto: 
Peter Temin, spiega che una tariffa è una politica espansionistica, come una svalutazione in quanto dirotta la domanda dai produttori stranieri a quelli nazionali. Egli osserva che le esportazioni erano il 7% del PNL nel 1929, sono diminuite dell'1,5% del PNL del 1929 nei due anni successivi e il calo è stato compensato dall'aumento della domanda interna causata dalle tariffe. Egli conclude che, contrariamente all'argomentazione popolare, l'effetto di contrazione della tariffa era limitato (Temin, P. 1989. Lezioni dalla Grande Depressione, MIT Press, Cambridge, Mass.)
Ian Fletcher ha detto che la tariffa è applicata a solo un terzo circa del commercio statunitense: circa l'1,3% del PIL. La tariffa media statunitense sui beni in oggetto è passata dal 40,1% nel 1929 al 59,1 nel 1932 (+19%). Tuttavia, è stata sistematicamente superiore al 38% ogni anno dal 1865 al 1913 (dal 38% al 52%). Inoltre, aumenta notevolmente anche nel 1861 (dal 18,61% al 36,2%; +17,6%), tra il 1863 e il 1866 (dal 32,62% al 48,33%; +15,7%), tra il 1920 e il 1922 (dal 16,4% al 38,1%; +21,7%) senza produrre depressioni globali.

## Storia delle nazioni

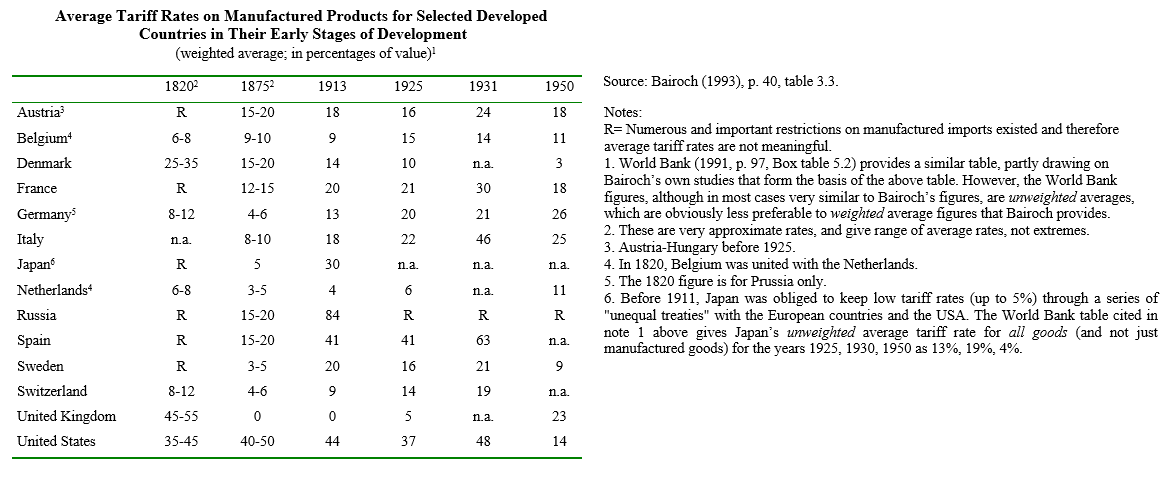
Tariffe medie sui manufatti

### Gran Bretagna
Nel XIV secolo, Edoardo III (1312-1377) adottò misure interventiste, come il divieto di importazione di tessuti di lana, nel tentativo di sviluppare la produzione locale di tessuti di lana. A partire dal 1489, Enrico VII attuò piani come l'aumento dei dazi all'esportazione sulla lana grezza. I monarchi Tudor, specialmente Enrico VIII ed Elisabetta I, usarono il protezionismo, i sussidi, la distribuzione dei diritti di monopolio, lo spionaggio industriale sponsorizzato dal governo e altri mezzi di intervento governativo per sviluppare l'industria della lana in Inghilterra.L'Inghilterra divenne in seguito la più grande nazione produttrice di lana del mondo.

Ma la vera svolta protezionistica della politica economica britannica è arrivata nel 1721. Le politiche per promuovere le industrie manifatturiere sono state introdotte a partire da quella data da Robert Walpole. Essi comprendono, ad esempio, l'aumento delle tariffe sui manufatti importati all'estero, i sussidi all'esportazione, l'abbassamento delle tariffe sulle materie prime importate utilizzate per i manufatti e l'abolizione dei dazi all'esportazione sulla maggior parte dei manufatti. Queste politiche erano simili a quelle utilizzate da paesi come il Giappone, la Corea e Taiwan dopo la seconda guerra mondiale. La Gran Bretagna è stata quindi il primo paese ad attuare una strategia di sviluppo delle industrie nascenti su larga scala. Presentando la sua politica, Walpole ha detto:
Le politiche protezionistiche di Walpole sono rimaste in vigore per il secolo successivo, aiutando le industrie manifatturiere britanniche a recuperare il ritardo e quindi a superare le loro controparti nel continente. La Gran Bretagna è rimasta un paese molto protezionista fino alla metà del XIX secolo. Nel 1820, la tariffa media della Gran Bretagna sulle importazioni di manufatti era del 45-55%,. Inoltre, nelle sue colonie, la Gran Bretagna ha imposto un divieto totale delle attività produttive avanzate che non voleva vedere sviluppate. Walpole ha costretto gli americani a specializzarsi in prodotti a basso valore aggiunto piuttosto che in prodotti ad alto valore aggiunto. La Gran Bretagna ha anche vietato le esportazioni dalle sue colonie che gareggiavano con i propri prodotti in patria e all'estero. Essa vietava le importazioni di tessuti di cotone dall'India, che all'epoca erano superiori ai prodotti britannici. Essa vietava l'esportazione di tessuti di lana dalle sue colonie verso altri paesi (legge sulla lana). Infine, la Gran Bretagna voleva assicurarsi che i coloni restassero fedeli alla produzione di materie prime e non diventassero mai concorrenti dei produttori britannici. Sono state messe in atto politiche per incoraggiare la produzione di materie prime nelle colonie. Walpole ha fornito sussidi all'esportazione (da parte americana) e ha abolito le tasse all'importazione (da parte britannica) sulle materie prime prodotte nelle colonie americane. Le colonie sono state così costrette a lasciare le industrie più redditizie nelle mani della Gran Bretagna.
All'inizio del 19 secolo, la tariffa media sui manufatti britannici era di circa il 50%, la più alta di tutti i principali paesi europei. Nonostante il suo crescente vantaggio tecnologico sulle altre nazioni, la Gran Bretagna ha continuato la sua politica di promozione industriale fino alla metà del 19 secolo e ha mantenuto tariffe molto alte sui prodotti manufatti fino agli anni venti del 1820, due generazioni dopo l'inizio della rivoluzione industriale. Così, secondo lo storico dell'economia Paul Bairoch, il progresso tecnologico della Gran Bretagna è stato raggiunto "dietro barriere tariffarie elevate e durature". Nel 1846, il tasso di industrializzazione pro capite era più del doppio di quello dei suoi concorrenti più vicini.
Il libero commercio in Gran Bretagna iniziò seriamente con l'abrogazione delle leggi sul mais nel 1846, che equivaleva al libero commercio del grano. Sono state abolite anche le tariffe su molti manufatti. Ma mentre [il liberalismo] progrediva nel Regno Unito, il protezionismo continuava nel continente. La Gran Bretagna praticava il libero commercio unilateralmente nella vana speranza che altri paesi seguissero il suo esempio, ma gli Stati Uniti uscirono dalla guerra civile ancora più esplicitamente protezionistici di prima, la Germania sotto la guida di Bismarck rifiutò il libero commercio, e il resto dell'Europa seguì l'esempio..
A partire dagli anni Settanta del XIX secolo l'economia britannica ha continuato a crescere, ma è rimasta inesorabilmente indietro rispetto agli Stati Uniti e alla Germania, che hanno continuato ad essere protezionistiche: dal 1870 al 1913 la produzione industriale è cresciuta in media del 4,7% all'anno negli Stati Uniti, del 4,1% in Germania e solo del 2,1% in Gran Bretagna. Così, la Gran Bretagna è stata alla fine superata economicamente dagli Stati Uniti intorno al 1880. Il vantaggio della Gran Bretagna in vari campi come l'acciaio e il tessile è stato eroso, e poi il paese è rimasto indietro in quanto le nuove industrie, utilizzando tecnologie più avanzate, sono emerse dopo il 1870 in altri paesi che ancora praticavano il protezionismo.
A causa della Grande Depressione, la Gran Bretagna abbandonò finalmente il libero commercio nel 1932, riconoscendo di aver perso la sua capacità produttiva a favore degli Stati Uniti e della Germania, che rimase protezionista. Ha reintrodotto le tariffe su larga scala, ma era troppo tardi per ripristinare la posizione della nazione come potenza economica dominante. Nel 1932, il livello di industrializzazione negli Stati Uniti era del 50% superiore a quello del Regno Unito.

### Stati Uniti d'America

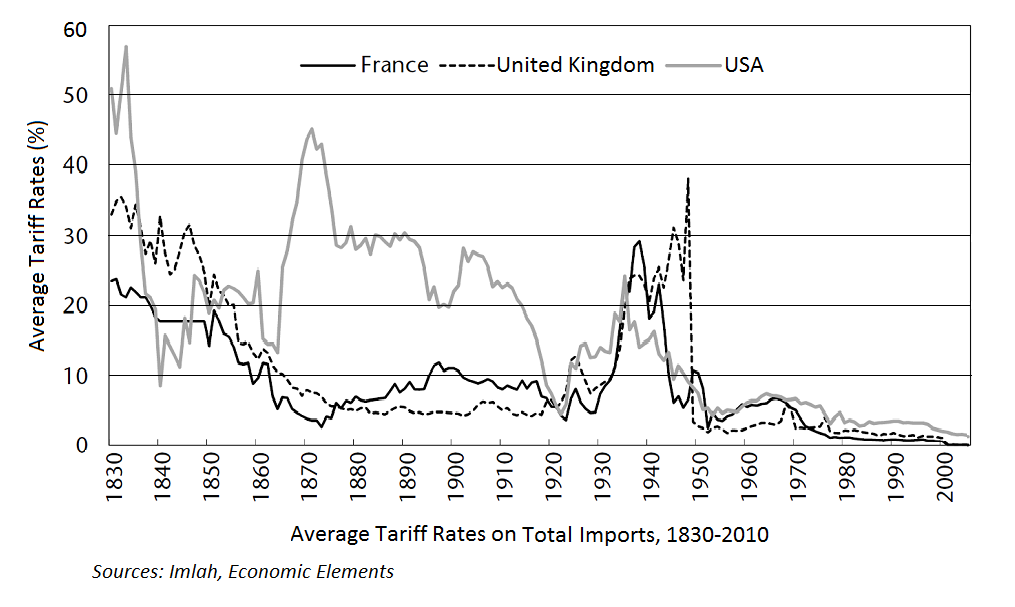
Tariffe (Francia, Regno Unito, USA)

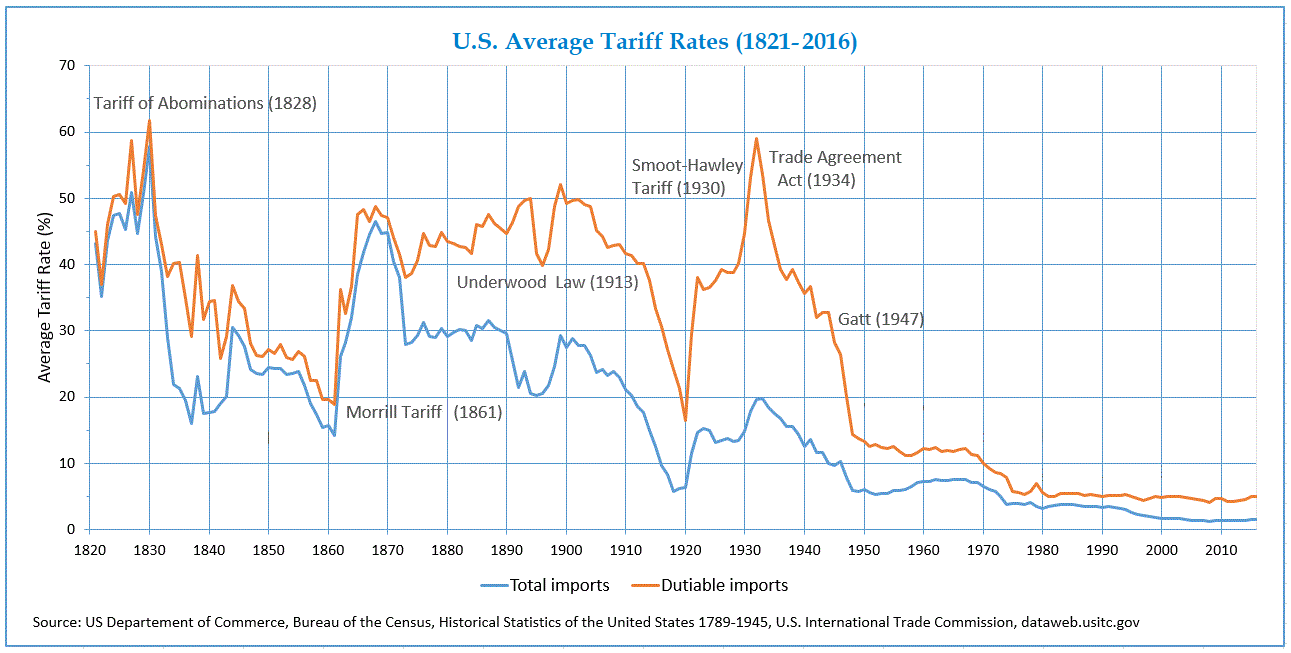
Tariffe medie negli Stati Uniti (1821-2016)

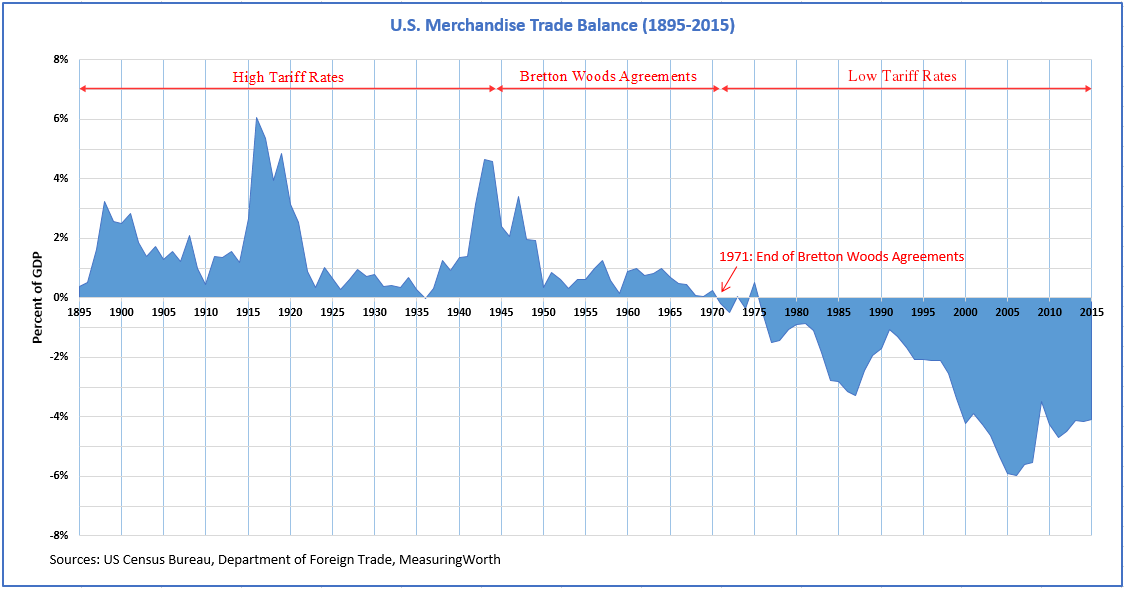
Bilancia commerciale degli Stati Uniti (1895-2015)

La Gran Bretagna è stato il primo paese a utilizzare una strategia di promozione su larga scala dell'industria nascente. Tuttavia, il suo più ardente utilizzatore sono stati gli Stati Uniti; Paul Bairoch l'ha definita "la madrepatria e il baluardo del protezionismo moderno"
Molti intellettuali e politici americani hanno ritenuto che la teoria del libero scambio sostenuta dagli economisti classici britannici non fosse appropriata per il loro paese. Essi hanno sostenuto che il paese dovrebbe sviluppare le industrie manifatturiere e utilizzare la protezione e le sovvenzioni del governo per farlo, come aveva fatto la Gran Bretagna prima di loro. Molti dei grandi economisti americani dell'epoca, fino all'ultimo quarto del XIX secolo, erano forti sostenitori della protezione industriale: Daniel Raymond che influenzò Friedrich List, Mathew Carey e suo figlio Henry, che fu uno dei consiglieri economici di Lincoln. Il leader intellettuale di questo movimento fu Alexander Hamilton, primo segretario del Tesoro degli Stati Uniti (1789-1795). Così, è stato contro la Teoria dei vantaggi comparati di David Ricardo che gli Stati Uniti hanno protetto la loro industria. Hanno perseguito una politica protezionistica dall'inizio del XIX secolo fino alla metà del XX secolo, dopo la seconda guerra mondiale.
In Report on Manufactures, considerato il primo testo ad esprimere la moderna teoria protezionistica, Alexander Hamilton sosteneva che se un paese desiderava sviluppare una nuova attività sul proprio territorio, doveva proteggerlo temporaneamente. A suo avviso, questa protezione contro i produttori stranieri potrebbe assumere la forma di dazi all'importazione o, in rari casi, di un divieto di importazione. Egli ha chiesto che siano messe in atto barriere tariffarie per consentire lo sviluppo industriale americano e per contribuire a proteggere le industrie nascenti, compresi i premi (sussidi) derivati in parte da tali tariffe. Egli credeva anche che le tariffe sulle materie prime dovessero essere generalmente basse. Hamilton ha sostenuto che nonostante un iniziale "aumento dei prezzi" causato da regolamenti che controllano la concorrenza estera, una volta che "la produzione nazionale ha raggiunto la perfezione". …diventa invariabilmente più economico". Credeva anche che i dazi sulle materie prime dovessero essere generalmente bassi. In questo rapporto, Hamilton ha proposto una serie di misure per garantire lo sviluppo industriale del suo paese, tra cui tariffe protettive e divieti di importazione, sussidi, divieti di esportazione di materie prime chiave, liberalizzazione delle importazioni e sconti tariffari sui fattori produttivi industriali, prezzi e brevetti per le invenzioni, regolamentazione degli standard di prodotto e sviluppo delle infrastrutture finanziarie e di trasporto. Hamilton ha fornito il progetto per la politica economica degli Stati Uniti fino alla fine della seconda guerra mondiale e il suo programma per l'industria infantile ha creato le condizioni per un rapido sviluppo industriale.
Alexander Hamilton e Daniel Raymond sono stati tra i primi teorici a presentare la argomentazione della protezione industrie nascenti. Hamilton è stato il primo a usare il termine "industrie nascenti" e a introdurlo in prima linea nel pensiero economico. Egli credeva che l'indipendenza politica fosse basata sull'indipendenza economica. L'aumento dell'offerta interna di manufatti, in particolare di materiale bellico, è stato visto come una questione di sicurezza nazionale. E temeva che la politica britannica nei confronti delle colonie avrebbe condannato gli Stati Uniti ad essere solo un produttore di prodotti agricoli e materie prime.
Inizialmente, la Gran Bretagna non voleva industrializzare le colonie americane e ha attuato politiche in tal senso (ad esempio, il divieto di attività produttive ad alto valore aggiunto). Sotto il dominio britannico, all'America è stato naturalmente negato l'uso di tariffe per proteggere le sue nuove industrie. Era proibito esportare prodotti in concorrenza con i prodotti britannici. Ha ricevuto sovvenzioni per la produzione di materie prime. Inoltre, sono state imposte restrizioni assolute su ciò che gli americani potevano produrre. La fabbricazione di prodotti ad alta tecnologia è stata vietata. Così, la Rivoluzione Americana è stata, in qualche misura, una guerra contro questa politica, in cui l'élite commerciale coloniale si è ribellata contro l'essere costretta a svolgere un ruolo minore nell'economia atlantica emergente. Questo spiega perché, dopo l'indipendenza, il Tariff Act del 1789 è stato il secondo disegno di legge della Repubblica firmato dal Presidente George Washington per consentire al Congresso di imporre una tariffa fissa del 5% su tutte le importazioni, con poche eccezioni..
Tra il 1792 e la guerra con la Gran Bretagna nel 1812, il livello medio delle tariffe si mantenne intorno al 12,5%, troppo basso per incentivare gli acquirenti di manufatti a sostenere le nascenti industrie americane. Quando scoppiò la guerra anglo-americana del 1812, tutte le tariffe furono raddoppiate ad una media del 25 per cento per far fronte all'aumento della spesa pubblica dovuto alla guerra. La guerra ha aperto la strada a nuove industrie interrompendo le importazioni di manufatti dalla Gran Bretagna e dal resto d'Europa. Un significativo cambiamento di politica avvenne nel 1816, quando gli industriali americani, che avevano prosperato sulle tariffe, fecero pressioni per mantenerle. Una nuova legge è stata introdotta per mantenere il livello delle tariffe vicino ai livelli di guerra - i prodotti appositamente protetti erano il cotone, la lana e il ferro.Interessi industriali americani che erano fioriti sotto la pressione delle tariffe per mantenerli, e aumentati al 35 per cento nel 1816. Il pubblico ha approvato, ed entro il 1820, la tariffa media americana era salita al 40%.. Tra il 1816 e la fine della seconda guerra mondiale, gli Stati Uniti avevano una delle tariffe medie più alte del mondo sulle importazioni di manufatti..
Ci fu un breve periodo dal 1846 al 1861, durante il quale le tariffe americane furono abbassate, in coincidenza con lo zenit del liberalismo classico in Europa. Ma questo è stato seguito da una serie di recessioni e dal panico del 1857, che alla fine ha portato alla richiesta di tariffe più alte che il presidente James Buchananan ha firmato nel 1861 (Morrill Tariff). Ma anche durante i periodi di calo delle tariffe medie, le tariffe statunitensi sono rimaste tra le più alte del mondo.
Dopo il sorpasso delle industrie europee da parte degli Stati Uniti nel 1890, l'argomento a favore della tariffa Mckinley non era più quello di proteggere "le industrie nell'infanzia", ma piuttosto quello di mantenere il livello dei salari dei lavoratori, migliorare la protezione del settore agricolo e il principio di reciprocità.
Nel XIX secolo, statisti come il senatore Henry Clay hanno ripreso i temi di Hamilton nel Whig Party sotto il nome di "American System" che consisteva nel proteggere le industrie e sviluppare le infrastrutture in esplicita opposizione al "sistema britannico" del libero scambio.
La guerra civile americana (1861-1865) fu parzialmente contestata sulla questione delle tariffe. Gli interessi agrari del Sud si opponevano a qualsiasi protezione, mentre gli interessi produttivi del Nord volevano mantenerla. Il giovanissimo Partito Repubblicano (Stati Uniti d'America) guidato da Abraham Lincoln, che si faceva chiamare "Henry Clay tariff Whig", era fortemente contrario al libero scambio. All'inizio della sua carriera politica, Lincoln era membro del partito protezionista Whig Party e sostenitore di Henry Clay. Nel 1847 dichiarò: "Dateci una tariffa protettiva e avremo la più grande nazione del mondo". Ha introdotto una tariffa del 44 per cento durante la guerra civile, in parte per pagare i sussidi per le ferrovie e lo sforzo bellico e per proteggere le industrie favorite. Le tariffe sono rimaste a questo livello anche dopo la guerra, quindi la vittoria del Nord nella Guerra Civile ha fatto sì che gli Stati Uniti restassero uno dei maggiori operatori della protezione tariffaria per l'industria.

Secondo Alfred Eckes Jr., presidente della U.S. International Trade Commission sotto il presidente Reagan:
Nel 1896, il GOP si impegnò a "rinnovare e sottolineare la nostra fedeltà alla politica di protezione come baluardo dell'indipendenza industriale americana e fondamento dello sviluppo e della prosperità". Questa vera e propria politica americana tassa i prodotti esteri e incoraggia l'industria nazionale. Pone l'onere delle entrate sui prodotti esteri; assicura il mercato americano al produttore americano. Mantiene lo standard salariale americano per il lavoratore americano".
Nel 1913, in seguito alla vittoria elettorale dei Democratici nel 1912, la tariffa media sui manufatti fu significativamente ridotta dal 44 per cento al 25 per cento. Tuttavia, la prima guerra mondiale ha reso questo disegno di legge inefficace, e una nuova legislazione tariffaria "d'emergenza" è stata introdotta nel 1922, dopo il ritorno al potere dei repubblicani nel 1921.
Secondo Ha-Joon Chang, il periodo protezionista corrispondeva quindi all'epoca d'oro dell'industria statunitense, quando la performance economica degli Stati Uniti superava quella del resto del mondo, adottando una politica interventista e protezionista per promuovere e proteggere le loro industrie attraverso le tariffe. Questo avrebbe permesso agli Stati Uniti di sperimentare la più rapida crescita economica del mondo per tutto il XIX secolo e fino agli anni '20. Fu solo dopo la seconda guerra mondiale che gli Stati Uniti liberalizzarono il loro commercio estero.

### Russia
Nel 2013 la Russia ha adottato più misure commerciali protezionistiche di qualsiasi altro paese, diventando così il leader mondiale del protezionismo. Da sola ha introdotto il 20% delle misure protezionistiche in tutto il mondo e un terzo delle misure nei paesi del G20. Le politiche protezionistiche della Russia includono misure tariffarie, restrizioni alle importazioni, misure sanitarie e sussidi diretti alle imprese locali. Ad esempio, lo Stato ha sostenuto diversi settori economici come l'agricoltura, lo spazio, l'automobile, l'elettronica, la chimica e l'energia.
Negli ultimi anni, la politica di sostituzione delle importazioni attraverso le tariffe, cioè la sostituzione dei prodotti importati con prodotti nazionali, è stata considerata un successo in quanto ha permesso alla Russia di aumentare la produzione interna e di risparmiare diversi miliardi di dollari. La Russia è stata in grado di ridurre le importazioni e di avviare una produzione interna emergente e sempre più efficiente in quasi tutti i settori industriali. I risultati più significativi sono stati raggiunti nel settore agricolo e della trasformazione alimentare, automobilistico, chimico, farmaceutico, aeronautico e marino.
A partire dal 2014, le tariffe sono state applicate ai prodotti importati nel settore alimentare. La Russia ha ridotto le sue importazioni di prodotti alimentari, mentre la produzione interna è aumentata in modo significativo. Il costo delle importazioni alimentari è passato da 60 miliardi di dollari nel 2014 a 20 miliardi di dollari nel 2017 e il Paese vanta una produzione cerealicola record. La Russia ha rafforzato la sua posizione sul mercato alimentare mondiale ed è diventata autosufficiente nel settore alimentare. Nei settori della pesca e dell'ortofrutta, la produzione interna è aumentata notevolmente, le importazioni sono diminuite e la bilancia commerciale (differenza tra esportazioni e importazioni) è migliorata. Nel secondo trimestre del 2017, le esportazioni agricole dovrebbero superare le importazioni, rendendo la Russia un esportatore netto per la prima volta.

### India
Dal 2017, nell'ambito della promozione del suo programma "Make in India" per stimolare e proteggere l'industria manifatturiera nazionale e per combattere i deficit delle partite correnti, l'India ha introdotto tariffe su diversi prodotti elettronici e "articoli non essenziali". Questo riguarda gli articoli importati da paesi come la Cina e la Corea del Sud. Ad esempio, il programma nazionale indiano di energia solare favorisce i produttori nazionali, richiedendo l'uso di celle solari di fabbricazione indiana.

## Argomenti di sostenitori protezionisti

### Protezione industrie nascenti
Postulato negli Stati Uniti da Alexander Hamilton alla fine del XVIII secolo, da Friedrich List nel suo libro del 1841 Il sistema nazionale di economia politica e da John Stuart Mill, l'argomento addotto a favore di questa categoria di tariffe era questo: se un paese volesse sviluppare una nuova attività economica sul suo territorio, dovrebbe proteggerlo temporaneamente. A loro avviso, è legittimo proteggere determinate attività con barriere doganali per dare loro il tempo di crescere, di raggiungere una dimensione sufficiente e di beneficiare di economie di scala attraverso l'aumento della produzione e l'incremento della produttività. Ciò permetterebbe loro di diventare competitivi per far fronte alla concorrenza internazionale. Infatti, un'impresa deve raggiungere un certo volume di produzione per essere redditizia per compensare i suoi costi fissi. Senza il protezionismo, i prodotti stranieri già redditizi per il volume di produzione già realizzato sul loro territorio arriverebbero nel paese in grandi quantità ad un prezzo inferiore rispetto alla produzione locale. La nascente industria del paese beneficiario scomparirebbe rapidamente. Un'impresa già insediata in un'industria è più efficiente perché è più adatta e ha una maggiore capacità produttiva. Le nuove imprese subiscono quindi perdite a causa della mancanza di competitività legata al loro "periodo di apprendistato" o di recupero. Essendo protette da questa concorrenza esterna, le imprese possono quindi stabilirsi sul loro mercato interno. Di conseguenza, esse beneficiano di una maggiore libertà di manovra e di una maggiore certezza per quanto riguarda la loro redditività e il loro sviluppo futuro. La fase protezionistica è quindi un periodo di apprendimento che permetterebbe ai Paesi meno sviluppati di acquisire un know-how generale e tecnico nel campo della produzione industriale per diventare competitivi sul mercato internazionale.
Secondo gli economisti a favore della protezione delle industrie, il libero scambio condannerebbe i paesi in via di sviluppo a non essere altro che esportatori di materie prime e importatori di manufatti. L'applicazione della Teoria dei vantaggi comparati li porterebbe a specializzarsi nella produzione di materie prime e prodotti estrattivi e impedirebbe loro di acquisire una base industriale. Protezione delle industrie nascenti (ad esempio attraverso le tariffe sui prodotti importati) sarebbe quindi essenziale per i paesi in via di sviluppo per industrializzare ed evitare la loro dipendenza dalla produzione di materie prime.
L'economista Ha-Joon Chang sostiene che la maggior parte dei paesi sviluppati di oggi ha perseguito politiche che sono l'opposto del libero commercio e laissez-faire. Secondo lui, quando erano loro stessi paesi in via di sviluppo, quasi tutti hanno usato attivamente politiche commerciali e industriali interventiste per promuovere e proteggere le industrie nascenti. Invece, avrebbero incoraggiato le loro industrie nazionali attraverso tariffe, sussidi e altre misure. A suo parere, la Gran Bretagna e gli Stati Uniti non hanno raggiunto la cima della gerarchia economica globale adottando il libero scambio. Infatti, questi due paesi sarebbero stati tra i maggiori utilizzatori di misure protezionistiche, comprese le tariffe. Per quanto riguarda i Paesi dell'Asia orientale, egli sottolinea che i periodi più lunghi di rapida crescita in questi Paesi non coincidono con fasi prolungate di libero scambio, ma piuttosto con fasi di protezione e promozione industriale. Le politiche commerciali e industriali interventiste avrebbero avuto un ruolo cruciale per il loro successo economico. Queste politiche sarebbero state simili a quelle utilizzate dalla Gran Bretagna nel XVIII secolo e dagli Stati Uniti nel XIX secolo. Egli ritiene che la politica di protezione dell'industria infantile abbia generato una performance di crescita molto migliore nei paesi in via di sviluppo rispetto alle politiche di libero scambio dagli anni '80.
Nella seconda metà del XX secolo, Nicholas Kaldor riprende argomenti simili per consentire la conversione delle industrie che invecchiano. In questo caso, l'obiettivo era quello di salvare un'attività minacciata di estinzione dalla concorrenza esterna e di salvaguardare i posti di lavoro. Il protezionismo deve permettere alle imprese che invecchiano di recuperare la loro competitività a medio termine e, per le attività destinate a scomparire, permette la riconversione di queste attività e dei posti di lavoro.

### Protezione contro il dumping
Gli Stati che ricorrono al protezionismo invocano la concorrenza sleale o pratiche di dumping:
- Manipolazione valutaria: una valuta viene svalutata quando le autorità monetarie decidono di intervenire sul mercato dei cambi per ridurre il valore della valuta rispetto ad altre valute. Questo rende i prodotti locali più competitivi e i prodotti importati più costosi, il che aumenta le esportazioni e diminuisce le importazioni, migliorando così la bilancia commerciale. I paesi con valute deboli causano squilibri commerciali: hanno grandi eccedenze con l'estero mentre i loro concorrenti hanno forti deficit.
- Dumping fiscale: alcuni stati di paradiso fiscale hanno aliquote fiscali più basse per le imprese e per le persone fisiche.
- Dumping sociale: quando uno Stato riduce i contributi sociali o mantiene standard sociali molto bassi.
- Dumping ambientale: quando le normative ambientali sono meno severe che altrove.

### Keynes e gli squilibri commerciali
Il punto di svolta della Grande Depressione
Secondo la teoria keynesiana, i deficit commerciali sono dannosi. I paesi che importano più di quanto esportano indeboliscono la loro economia. Quando il deficit commerciale aumenta, la disoccupazione aumenta e il PIL rallenta. E i paesi in surplus si arricchiscono a spese dei paesi in deficit. Distruggono la produzione dei loro partner commerciali. John Maynard Keynes credeva che i paesi in surplus dovessero essere tassati per evitare squilibri commerciali.
All'inizio della sua carriera, Keynes era un economista marshallese profondamente convinto dei benefici del libero scambio. A partire dalla crisi del 1929, constatando l'impegno delle autorità britanniche a difendere la parità aurea della sterlina e la rigidità dei salari nominali, aderì gradualmente a misure protezionistiche
.
Il 5 novembre 1929, ascoltato dal Comitato MacMillan per portare l'economia britannica fuori dalla crisi, Keynes indicò che l'introduzione di tariffe sulle importazioni avrebbe aiutato a riequilibrare la bilancia commerciale. Il rapporto della commissione afferma, in una sezione intitolata "controllo delle importazioni e aiuti alle esportazioni", che in un'economia dove non c'è piena occupazione, l'introduzione di tariffe può migliorare la produzione e l'occupazione. Così, la riduzione del deficit commerciale favorisce la crescita del paese.
Nel gennaio 1930, nel l'Economic Advisory Council, Keynes propose l'introduzione di un sistema di protezione per ridurre le importazioni. Nell'autunno del 1930, propose una tariffa uniforme del 10% su tutte le importazioni e sussidi dello stesso tasso per tutte le esportazioni. Nel Trattato sulla moneta, pubblicato nell'autunno del 1930, riprese l'idea di tariffe o altre restrizioni commerciali con l'obiettivo di ridurre il volume delle importazioni e riequilibrare la bilancia commerciale.
Il 7 marzo 1931, nel New Statesman e Nation, scrisse un articolo intitolato Proposta per un'entrata tariffaria. Egli sottolinea che la riduzione dei salari porta a una diminuzione della domanda nazionale che limita i mercati. Egli propone invece l'idea di una politica espansiva associata a un sistema tariffario per neutralizzare gli effetti sulla bilancia commerciale. L'applicazione delle tariffe doganali gli sembrava "inevitabile, chiunque sia il Cancelliere dello Scacchiere". Così, per Keynes, una politica di recupero economico è pienamente efficace solo se il deficit commerciale è eliminato. Propose una tassa del 15% sui prodotti manifatturieri e semilavorati e del 5% su alcuni prodotti alimentari e materie prime, con altre necessarie per le esportazioni esentate (lana, cotone).
Nel 1932, in un articolo intitolato The Pro- and Anti-Tariffs, pubblicato su The Listener, prevedeva la protezione degli agricoltori e di alcuni settori come l'industria automobilistica e siderurgica, considerandoli indispensabili alla Gran Bretagna.
La critica della teoria dei vantaggi comparati
Nella situazione post-crisi del 1929, Keynes considerò irrealistici i presupposti del modello di libero scambio. Egli critica, per esempio, l'assunzione neoclassica dell'aggiustamento dei salari.
Già nel 1930, in una nota al Economic Advisory Council, dubitava dell'intensità del guadagno dalla specializzazione nel caso dei manufatti. Mentre partecipava al Comitato MacMillan, ammise di non "credere più in un grado molto alto di specializzazione nazionale" e rifiutò di "abbandonare qualsiasi industria che non è in grado, per il momento, di sopravvivere". Criticò anche la dimensione statica della teoria del vantaggio comparato che, secondo lui, fissando definitivamente i vantaggi comparati, porta in pratica ad uno spreco di risorse nazionali.
Nel Daily Mail del 13 marzo 1931, ha definito l'ipotesi di una perfetta mobilità settoriale del lavoro "un'assurdità", poiché afferma che una persona messa fuori dal lavoro contribuisce ad una riduzione del tasso di salario finché non trova un lavoro. Ma per Keynes, questo cambio di lavoro può comportare dei costi (ricerca di lavoro, formazione) e non è sempre possibile. In generale, per Keynes, i presupposti della piena occupazione e del ritorno automatico all'equilibrio screditano la teoria dei vantaggi comparati · .
Nel luglio 1933, pubblicò un articolo sul New Statesman e Nation intitolato National Self-Sufficiency, criticando l'argomento della specializzazione delle economie, che è alla base del libero scambio. Propone quindi la ricerca di un certo grado di autosufficienza. Invece della specializzazione delle economie sostenuta dalla teoria ricardiana del vantaggio comparato, preferisce il mantenimento di una diversità di attività per le nazioni. In esso confuta il principio del commercio di pace. La sua visione del commercio è diventata quella di un sistema in cui i capitalisti stranieri competono per la conquista di nuovi mercati. Difende l'idea di produrre sul suolo nazionale quando possibile e ragionevole, ed esprime simpatia per i sostenitori del protezionismo. 

Egli nota in National Self-Sufficiency :

Scrive anche in National Self-Sufficiency :
Più tardi, Keynes ebbe una corrispondenza scritta con James Meade che si concentrava sulla questione delle restrizioni alle importazioni. Keynes e Meade hanno discusso la scelta migliore tra quote e tariffe. Nel marzo 1944 Keynes entrò in una discussione con Marcus Fleming dopo che quest'ultimo aveva scritto un articolo intitolato "Quote contro svalutazione". In questa occasione, vediamo che ha definitivamente preso una posizione protezionista dopo la Grande depressione. In effetti, riteneva che le quote potessero essere più efficaci del deprezzamento della moneta per affrontare gli squilibri esterni. Così, per Keynes, il deprezzamento della moneta non era più sufficiente e le misure protezionistiche divennero necessarie per evitare i deficit commerciali. Per evitare il ritorno delle crisi dovute a un sistema economico autoregolato, gli sembrava essenziale regolare il commercio e fermare il libero scambio (deregolamentazione del commercio estero).
Questo spiega anche la sua volontà di sostituire la liberalizzazione del commercio internazionale (libero commercio) con un sistema di regolamentazione volto ad eliminare gli squilibri commerciali in queste proposte per gli accordi di Bretton Woods.
Molti economisti e commentatori dell'epoca hanno sostenuto la sua visione degli squilibri commerciali. Come ha detto Geoffrey Crowther: "Se le relazioni economiche tra le nazioni non sono in qualche modo abbastanza vicine all'equilibrio, allora non c'è sistema finanziario che possa salvare il mondo dalle conseguenze impoverenti del caos.". Influenzati da Keynes, i testi economici dell'immediato dopoguerra pongono un'enfasi significativa sulla bilancia commerciale. Tuttavia, negli ultimi anni, dalla fine del sistema di Bretton Woods nel 1971, con la crescente influenza delle scuole di pensiero monetariste negli anni '80, queste preoccupazioni - e in particolare quelle sugli effetti destabilizzanti di grandi surplus commerciali - sono in gran parte scomparse dal discorso; stanno ricevendo nuovamente una certa attenzione sulla scia della crisi finanziaria del 2007-2008.

### Libero commercio e povertà
Secondo gli economisti che difendono il protezionismo, il libero scambio ottimizza i settori in cui il Paese è già efficiente. Ciò tenderebbe a bloccare i paesi poveri nei bassi salari delle industrie estrattive e agricole esistenti. Pertanto, non sarebbero in grado di industrializzarsi in modo significativo. Così, un maggiore accesso al competitivo mercato mondiale e i benefici della liberalizzazione del commercio andrebbero a beneficio solo di un piccolo gruppo di nazioni le cui industrie sarebbero già abbastanza competitive. Secondo Paul Bairoch, un gran numero di paesi del Terzo Mondo che hanno seguito il libero commercio possono ora essere considerati come "quasi-deserti industriali"; egli nota che:
Secondo Ha-Joon Chang gli anni '60 e '80 sono stati un periodo di politiche protezionistiche e interventiste nel mondo, mentre dagli anni '80 abbiamo vissuto un periodo di libero scambio. Ha affermato che i paesi in via di sviluppo hanno avuto migliori risultati economici durante il periodo protezionistico rispetto all'attuale periodo di libero scambio. In realtà, i paesi poveri sarebbero diventati ancora più poveri da quando le protezioni economiche sono state rimosse all'inizio degli anni Ottanta. Nel 2003, 54 nazioni erano più povere che nel 1990 (UN Human Development Report 2003, p. 34). Durante gli anni '60 e '70 (il periodo protezionista), quando i paesi avevano più protezione, l'economia globale si sarebbe sviluppata molto più velocemente di oggi. Il reddito pro capite globale sarebbe aumentato di circa il 3% all'anno, mentre tra il 1980 e il 2000 (il periodo di libero scambio) sarebbe aumentato solo del 2% circa. La crescita del reddito pro capite nei paesi sviluppati sarebbe passata dal 3,2% annuo tra il 1960 e il 1980 al 2,2% annuo tra il 1980 e il 1999, mentre nei paesi in via di sviluppo sarebbe passata dal 3% all'1,5% annuo.
Si stima che in America Latina il tasso di crescita annuale del reddito pro capite sia sceso dal 3,1% annuo tra il 1960 e il 1980 allo 0,6% annuo tra il 1980 e il 1999. La crisi sarebbe stata ancora più profonda in altre regioni: tra il 1980 e il 1999, il reddito pro capite sarebbe diminuito in Medio Oriente e Nord Africa (a un tasso annuo di -0,2 per cento) mentre sarebbe aumentato del 2,5 per cento all'anno tra il 1960 e il 1980. Infine, dall'inizio della loro transizione economica, la maggior parte dei paesi ex socialisti avrebbe subito i più rapidi cali di tenore di vita della storia moderna e molti di loro non avrebbero nemmeno recuperato la metà del loro livello di reddito pro capite sotto il socialismo.
I Paesi subsahariani dell'Africa avevano un reddito pro capite nel 2003 inferiore a quello di 40 anni prima (Ndulu, Banca Mondiale, 2007, p. 33). Con il libero scambio, l'Africa sarebbe meno industrializzata oggi di quanto non fosse quattro decenni fa. Si stima che il contributo del settore manifatturiero africano al prodotto interno lordo del continente sia diminuito dal 12% nel 1980 all'11% nel 2013, e che negli ultimi anni sia rimasto stagnante, secondo la Commissione Economica per l'Africa delle Nazioni Unite (ECA). Si stima che l'Africa rappresentasse oltre il 3% della produzione manifatturiera mondiale negli anni '70, e che da allora questa quota si sia dimezzata. Si stima che tra il 1980 e il 2000 (il periodo di libero scambio), il reddito pro capite nell'Africa subsahariana sia diminuito del 9%, mentre le politiche interventiste lo hanno aumentato del 37% tra il 1960 e il 1980. Inoltre, applicando laissez-faire, pochi paesi africani sarebbero stati in grado di trasformare la loro recente risorsa in una base industriale più sostenibile. E nell'ultimo decennio, molti Paesi africani avrebbero aumentato, piuttosto che ridotto, la loro dipendenza dalle materie prime, le cui marcate fluttuazioni dei prezzi rendono difficile una crescita sostenuta. Tuttavia, alcuni Paesi africani sarebbero riusciti ad entrare in una fase di industrializzazione: Etiopia, Ruanda e, in misura minore, Tanzania. Il comune denominatore tra di loro è che avrebbero abbandonato il libero scambio e adottato politiche che mirano e promuovono le proprie industrie manifatturiere. Avrebbero perseguito un "modello di sviluppo dello Stato" in cui i governi gestiscono e regolano le economie. Così, dal 2006, il settore manifatturiero etiope sarebbe cresciuto ad un tasso medio annuo di oltre il 10%, anche se da una base molto bassa.
Secondo gli economisti che difendono il protezionismo, i paesi poveri che sono riusciti ad avere una crescita forte e sostenibile sono quelli che sono diventati mercantilisti e non liberi commercianti: Cina, Corea del Sud, Giappone, Taiwan. Così, mentre negli anni '90 Cina e India avevano lo stesso PIL pro capite, la Cina avrebbe seguito una politica molto più mercantilista e ora ha un PIL pro capite tre volte superiore a quello dell'India Una parte significativa dell'ascesa della Cina nell'arena del commercio internazionale non deriverebbe dai presunti benefici della concorrenza internazionale, ma dalla delocalizzazione delle aziende dei paesi sviluppati. Dani Rodrik sottolinea che i paesi che hanno sistematicamente violato le regole della globalizzazione hanno registrato la crescita maggiore. Bairoch sottolinea che nel sistema del libero scambio, "il vincitore è colui che non gioca la partita".

### Deindustrializzazione e deflazione salariale
De-industrializzazione
Alcuni paesi che praticano il libero scambio stanno sperimentando la deindustrializzazione. Per esempio, secondo l'Economic Policy Institute, il libero scambio ha creato un grande deficit commerciale negli Stati Uniti per decenni, con la conseguente chiusura di molte fabbriche e il costo di milioni di posti di lavoro nel settore manifatturiero negli Stati Uniti. I deficit commerciali sostituiscono posti di lavoro ben remunerati nel settore manifatturiero con posti di lavoro di servizio a basso salario. Inoltre, i deficit commerciali causano notevoli perdite salariali, non solo per i lavoratori del settore manifatturiero, ma per tutti i lavoratori dell'economia nel suo complesso che non hanno una laurea. Ad esempio, nel 2011, 100 milioni di lavoratori a tempo pieno senza laurea hanno subito una perdita media di 1.800 dollari del loro stipendio annuale. Infatti, questi lavoratori che hanno perso il lavoro nel settore manifatturiero e devono accettare una riduzione del loro salario per trovare lavoro in altri settori stanno creando una concorrenza che riduce i salari dei lavoratori già impiegati in questi altri settori. Inoltre, la minaccia di delocalizzazione degli impianti di produzione sta portando i lavoratori ad accettare tagli salariali per mantenere i loro posti di lavoro.
Secondo l'EPI, gli accordi commerciali non hanno ridotto i deficit commerciali, ma li hanno piuttosto aumentati. Il crescente deficit commerciale con la Cina è il risultato della manipolazione della sua valuta da parte della Cina, delle sue politiche di dumping, delle sue sovvenzioni, delle barriere commerciali che le danno un vantaggio molto significativo nel commercio internazionale. Inoltre, i posti di lavoro industriali persi a causa delle importazioni dalla Cina sono pagati molto meglio di quelli creati dalle esportazioni verso la Cina. Infatti, gli Stati Uniti esportano in Cina prodotti a basso salario, come i prodotti agricoli, e importano prodotti ad alto salario, come i prodotti informatici ed elettronici. La realtà economica degli Stati Uniti è quindi contraria alla teoria economica, secondo la quale gli Stati Uniti sono specializzati nella produzione di beni che richiedono lavoratori altamente qualificati e ben pagati e importano beni che richiedono manodopera meno qualificata. Così, anche se le importazioni fossero pari alle esportazioni, i lavoratori perderebbero comunque il loro salario.
David Autor, David Dorn e Gordon Hanson dimostrano che il commercio con la Cina è costato agli americani circa un milione di lavoratori statunitensi nel settore manifatturiero tra il 1991 e il 2007. La concorrenza delle importazioni cinesi ha portato alla perdita di posti di lavoro nel settore manifatturiero e al calo dei salari. Hanno anche scoperto che i guadagni di manodopera compensativa in altri settori non si sono mai concretizzati. Le aziende chiuse non ordinano più beni e servizi da aziende locali non manifatturiere e gli ex lavoratori industriali possono rimanere disoccupati per anni o in modo permanente.  La maggiore esposizione a importazioni riduce i salari nel settore non manifatturiero a causa della minore domanda di beni non manifatturieri e dell'aumento dell'offerta di manodopera per i lavoratori che hanno perso il lavoro nel settore manifatturiero. C'è un calo del reddito familiare medio annuo di 549 dollari per adulto in età lavorativa per un aumento di 1000 dollari dell'esposizione alle importazioni. Un altro documento di questo team di economisti, con Daron Acemoglu e Brendan Price, stima che la concorrenza delle importazioni cinesi sia costata agli Stati Uniti fino a 2,4 milioni di posti di lavoro in totale tra il 1999 e il 2011.
Avraham Ebenstein, Margaret McMillan, Ann Harrison hanno anche notato nel loro articolo Why are American Workers getting Poorer? China, Trade and Offshoring questi effetti negativi del commercio con la Cina sui lavoratori americani.
Altre ricerche mostrano che nel Regno Unito, negli anni 2000, i lavoratori dei settori più colpiti dalla crescita delle importazioni dalla Cina hanno trascorso più tempo senza lavoro e hanno registrato un calo dei guadagni. Anche in questo caso, questi effetti sono stati più pronunciati tra i lavoratori poco qualificati.
Il settore manifatturiero è un settore altamente produttivo e ad alta intensità di capitale che promuove salari elevati e buoni benefici per i suoi lavoratori. Infatti, il settore rappresenta più di due terzi delle attività di ricerca e sviluppo del settore privato e impiega più del doppio degli scienziati e degli ingegneri rispetto al resto dell'economia. Pertanto, il settore manifatturiero è uno stimolo molto importante per la crescita economica complessiva. Il settore manifatturiero è anche associato a lavori di servizio ben pagati come la contabilità, la gestione aziendale, la ricerca e sviluppo e i servizi legali. Di conseguenza, la deindustrializzazione sta portando anche a significative perdite di posti di lavoro nel settore dei servizi. Deindustrializzazione significa quindi la scomparsa di un motore molto importante della crescita economica.
Deflazione dei salari e crisi del debito

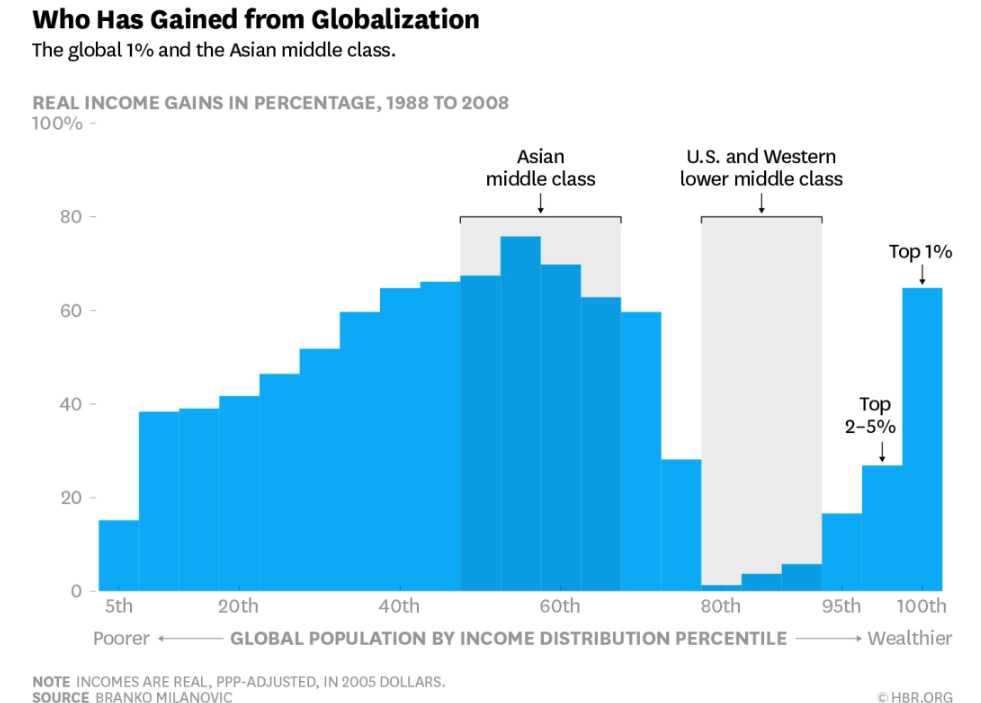
Aumento del reddito reale della popolazione mondiale

Secondo l'economista Jacques Sapir, il libero scambio porta alla delocalizzazione e a un effetto deprimente sui salari in alcuni paesi che lo praticano, come gli Stati Uniti. In effetti, altri paesi (ad esempio in Asia) hanno sviluppato politiche commerciali internazionali predatorie o mercantiliste. Ad esempio, hanno effettuato svalutazioni monetarie molto significative, politiche di dumping sociale ed ecologico, politiche di deflazione competitiva e di limitazione dei consumi interni. Nel contesto del libero scambio generalizzato stabilito dall'OMC, ciò ha portato al trasferimento di fabbriche e posti di lavoro in questi paesi mercantilisti. Infatti, la liberalizzazione finanziaria e commerciale ha facilitato gli squilibri tra produzione e consumo nei paesi del libero scambio, portando a crisi. In quei paesi, il divario tra il reddito medio e quello mediano si stava allargando. In alcuni paesi, i redditi della maggior parte della popolazione sono completamente stagnanti o addirittura in calo. Questo effetto di deflazione dei salari è stato amplificato dalla minaccia di delocalizzazione, che porta i dipendenti ad accettare condizioni sociali e salariali peggiori per preservare i posti di lavoro. Il management dell'azienda utilizza la minaccia della delocalizzazione per sfidare i precedenti accordi sociali e i regolamenti. I paesi del libero scambio possono quindi scegliere solo tra deflazione dei salari o delocalizzazione e disoccupazione.

Il libero scambio contribuisce quindi al calo del reddito della maggior parte delle famiglie. Il boom del credito, che tecnicamente ha innescato la crisi, è stato il risultato di un tentativo di mantenere la capacità di consumo della maggior parte delle persone in un momento in cui i redditi erano stagnanti o addirittura in calo a causa del libero scambio (come negli Stati Uniti nel caso della famiglia mediana). L'indebitamento delle famiglie è in forte aumento in tutti i paesi sviluppati. Inoltre, la pressione competitiva delle politiche di dumping ha portato ad un rapido aumento dell'indebitamento aziendale. L'aumento dell'indebitamento degli agenti privati (famiglie e imprese) nei paesi sviluppati, quando la maggior parte dei redditi delle famiglie è stata ridotta, in modo relativo o assoluto, dagli effetti della deflazione dei salari, non può che portare a una crisi di insolvenza. Questo è ciò che ha portato alla crisi finanziaria.
L'insolvenza della stragrande maggioranza delle famiglie è al centro della crisi del debito ipotecario che ha colpito gli Stati Uniti, il Regno Unito e la Spagna. Al centro della crisi non ci sono quindi le banche, il cui dissesto è solo un sintomo, ma il libero scambio, i cui effetti si combinano con quelli della liberalizzazione finanziaria..
La globalizzazione ha quindi creato squilibri, come la deflazione dei salari in alcuni paesi. Questi squilibri hanno a loro volta portato a un improvviso aumento del debito degli attori privati. E questo ha portato a una crisi di insolvenza. Infine, le crisi sono diventate sempre più rapide e brutali. Pertanto, l'introduzione di misure protezionistiche, come le quote e le tariffe, è essenziale per proteggere i mercati interni dei paesi, aumentare i salari e aumentare la domanda. Ciò potrebbe consentire la ricostruzione del mercato interno su base stabile, con un significativo miglioramento della capacità di credito delle famiglie e delle imprese.

### Critica della teoria dei vantaggi comparati
La teoria dei vantaggi comparati dice che le forze di mercato spingono tutti i fattori di produzione verso il loro migliore utilizzo nell'economia. Indica che il libero commercio internazionale andrebbe a vantaggio di tutti i paesi partecipanti e del mondo intero perché potrebbero aumentare la loro produzione complessiva e consumare di più specializzandosi in base ai loro vantaggi comparativi. La merce diventerebbe più economica e disponibile in maggiori quantità.  Inoltre, questa specializzazione non avverrebbe per caso o per intenzione politica, ma sarebbe automatica. Tuttavia, secondo gli economisti non neoclassici, l'applicazione delle teorie del libero scambio e del vantaggio comparativo si basa su ipotesi che non sono né teoricamente né empiricamente valide.
Ipotesi irrealistica 1 - il capitale e il lavoro non sono mobili a livello internazionale
L'immobilità internazionale del lavoro e del capitale è centrale nella teoria del vantaggio comparativo. David Ricardo era consapevole che l'immobilità internazionale del lavoro e del capitale è un'ipotesi indispensabile. Gli economisti neoclassici, invece, sostengono che la portata di tali movimenti di lavoro e di capitale è trascurabile. Hanno sviluppato la teoria della compensazione dei fattori che rende superflui questi movimenti. 
In pratica, però, i lavoratori si spostano in gran numero da un paese all'altro. Capitale sono diventati sempre più mobili e si spostano spesso da un paese all'altro. Inoltre, l'ipotesi neoclassica secondo cui i fattori sono intrappolati a livello nazionale non ha alcuna base teorica e l'ipotesi della perequazione dei prezzi dei fattori non può giustificare l'immobilità internazionale. Inoltre, non vi è alcuna prova che i prezzi dei fattori di produzione siano uguali in tutto il mondo. Pertanto, i vantaggi comparativi non possono determinare la struttura del commercio internazionale. · 
Ipotesi irrealistica 2 - nessuna esternalità
Un'esternalità è il termine utilizzato quando il prezzo di un prodotto non riflette il suo costo reale o il suo valore economico. La classica esternalità negativa è il degrado ambientale, che riduce il valore delle risorse naturali senza aumentare il prezzo del prodotto che le ha danneggiate. La classica esternalità positiva è l'invasione tecnologica, in cui l'invenzione di un prodotto da parte di un'azienda permette ad altri di copiarlo o di costruire su di esso, generando una ricchezza che l'azienda originale non può catturare. Se i prezzi sono sbagliati a causa di esternalità positive o negative, il libero commercio produrrà risultati non ottimali.
Ipotesi irrealistica 3 - le risorse produttive si muovono facilmente attraverso le industrie
La teoria del vantaggio comparativo presuppone che le risorse utilizzate per produrre un prodotto possano essere utilizzate per produrre un altro oggetto. Se non possono, le importazioni non spingeranno l'economia verso industrie più adatte al loro vantaggio comparativo e distruggeranno solo le industrie esistenti.
Ad esempio, quando i lavoratori non possono spostarsi da un settore all'altro - di solito perché non hanno le competenze giuste o non vivono nel posto giusto - i cambiamenti del vantaggio comparativo dell'economia non li sposteranno verso un settore più appropriato, ma verso la disoccupazione o verso lavori precari e improduttivi.
Ipotesi irrealistica 4 - i guadagni del commercio internazionale sono solo guadagni statici
La teoria del vantaggio comparativo permette un'analisi "statica" piuttosto che "dinamica" dell'economia. Gli sviluppi dinamici endogeni al commercio, come la crescita economica, non sono integrati nella teoria di Ricardo. E questo non è alterato da quello che viene chiamato "vantaggio comparativo dinamico". 
Tuttavia, il mondo, e in particolare i paesi industrializzati, sono caratterizzati da guadagni dinamici endogeni al commercio. Inoltre, i guadagni dinamici sono più importanti di quelli statici. · 
Ipotesi irrealistica 5 - il commercio sarà sempre equilibrato ed esiste un meccanismo di aggiustamento
Un assunto cruciale sia nelle formulazioni classiche che neoclassiche della teoria del vantaggio comparativo è che il commercio è equilibrato, il che significa che il valore delle importazioni è pari al valore delle esportazioni di ciascun paese. Il volume degli scambi può cambiare, ma il commercio internazionale sarà sempre in equilibrio almeno dopo un certo tempo di aggiustamento. 
Tuttavia, gli squilibri commerciali sono la regola e il commercio equilibrato è in pratica solo l'eccezione. Inoltre, le crisi finanziarie, come quella asiatica degli anni '90, dimostrano che gli squilibri della bilancia dei pagamenti sono raramente benigni e non si autoregolano. Non c'è un meccanismo di regolazione in pratica.
Ipotesi irrealistica 6 - il commercio internazionale è inteso come baratto
La definizione del commercio internazionale come commercio di scambio è la base per l'ipotesi di un commercio equilibrato. Ricardo insiste sul fatto che il commercio internazionale si svolge come se fosse un semplice baratto, un'ipotesi mantenuta dagli economisti classici e neoclassici successivi. 
In pratica, però, la velocità di circolazione non è costante e la quantità di denaro non è neutrale per l'economia reale. Il denaro non è solo un mezzo di scambio. È prima di tutto un mezzo di pagamento e serve anche a conservare il valore, a saldare i debiti, a trasferire il patrimonio. Così, contrariamente all'ipotesi del baratto della teoria del vantaggio comparativo, il denaro non è una merce come le altre. E il denaro come riserva di valore in un mondo di incertezza influenza in modo significativo le motivazioni e le decisioni dei detentori di patrimoni e dei produttori.
Ipotesi irrealistica 7 - il lavoro o il capitale sono utilizzati a pieno regime
Ricardo e i successivi economisti classici presuppongono che il lavoro tenda ad essere pienamente impiegato e che il capitale sia sempre pienamente utilizzato in un'economia liberalizzata, perché nessun proprietario di capitale lascerà il suo capitale inutilizzato, ma cercherà sempre di trarne profitto. Il fatto che non ci sia un limite all'uso del capitale è una conseguenza della legge di Jean-Baptiste Say che presuppone che la produzione sia limitata solo dalle risorse, che viene adottata anche dagli economisti neoclassici 
In pratica, però, il mondo è caratterizzato dalla disoccupazione. La disoccupazione e la sottoccupazione del capitale e del lavoro non sono fenomeni a breve termine, ma sono comuni e diffusi. Disoccupazione e risorse non sfruttate sono la regola piuttosto che l'eccezione.

## Dibattiti storici e influenze contemporanee

### Protezionismo e liberismo
«Il dibattito sui vantaggi del liberismo o del protezionismo è vastissimo sia tra i contemporanei che tra gli storici. Eppure di fatto la scelta protezionista non rallentò il processo d'integrazione mondiale dell'economia, tanto è vero che il commercio internazionale, nei due decenni precedenti la prima guerra mondiale, fu più vigoroso che mai. Il fatto è che per i contemporanei "protezionismo" significava molte cose assieme...» e non solo una scelta di politica economica. Dietro gli interessi economici si agitavano «strategie di politica internazionale di prestigio e di espansione, nonché fieri conflitti teorici tra la rumorosissima e influente, ma minoritaria scuola liberista, detentrice dei valori dell'economia classica, e i suoi più pragmatici e spregiudicati nemici, nei parlamenti come nelle associazioni di agrari e industriali. E protezionismo e liberismo divennero così due contrapposte ideologie, due bandiere.»
In opposizione ai vantaggi della libera iniziativa e del minimo intervento dello Stato in economia con la formazione e la tutela della libera concorrenza, prospettati dalla corrente liberista, i sostenitori del protezionismo vantavano gli effetti positivi di questa scelta economica quali:
- evitare l'uscita dal paese di valuta pregiata;
- aumento dell'esportazione e diminuita dipendenza dalla produzione estera;
- protezione dei settori industriali nascenti per impedirne il soffocamento da economie estere più progredite (tesi condivisa anche dai liberoscambisti come John Stuart Mill)
- favorire la nascita di nuovi settori produttivi prima trascurati o mal utilizzati con conseguente aumento dell'occupazione;
- indipendenza economica in alcuni settori produttivi dello stato che, tutelati e stimolati, progredirebbero nella ricerca di perfezionamenti tecnici industriali.[79]

### Neoprotezionismo

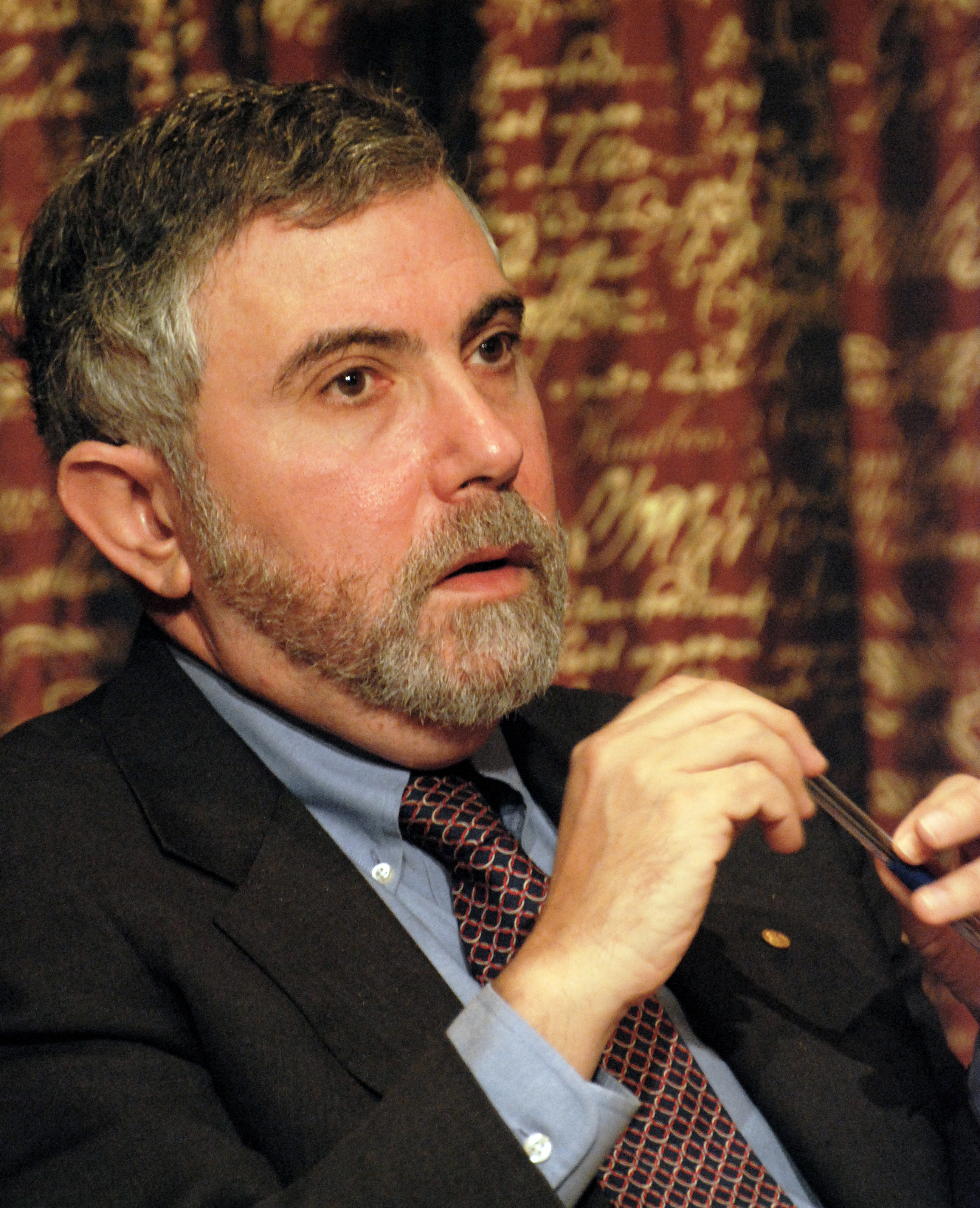
Paul Krugman

Il "neoprotezionismo" (o "neocolbertismo") è una politica economica attuata secondo i principi del protezionismo classico da un raggruppamento di Stati (come l'Unione europea) che, avendo interessi comuni, evitano di farsi concorrenza tra di loro in comparti produttivi economicamente e socialmente importanti, quali l'agricoltura e l'industria manifatturiera per avvantaggiarsi a vicenda nei confronti della concorrenza mondiale, non considerando però che in tal modo ci si espone al rischio di rappresaglie dagli altri stati e che si danneggiano così gli interessi dei consumatori ad acquisire merci sul libero mercato.
Sin dagli anni '90, l'Unione europea, trovandosi impreparata di fronte al fenomeno della globalizzazione dei mercati e per le continue e pesanti perdite di posti di lavoro nei settori manifatturieri nazionali, avrebbe messo in atto, non in modo manifesto, una politica neoprotezionista che, con la crisi economica mondiale iniziata dal 2008, si sarebbe così estesa in altre regioni mondiali causando, secondo alcuni economisti, il peggioramento della situazione economica internazionale.
Così ad esempio la Francia avrebbe varato misure neoprotezionistiche per la produzione automobilistica nazionale in grave crisi e l'Inghilterra, in base al principio "British workers for British jobs" del partito conservatore al potere ha dovuto far fronte alla protesta dei lavoratori di fronte alla prospettiva di essere sostituiti da manodopera straniera.
Politiche neoprotezioniste sono previste dagli Stati Uniti con l'obbligo delle aziende di acquistare ferro e acciaio prodotto solo all'interno dei confini nazionali e ad usare per le opere infrastrutturali solo prodotti fabbricati in patria.
Secondo il premio Nobel Paul Krugman  le politiche protezioniste, applicate da tutti gli stati, pur alterando il libero mercato,  presentano aspetti positivi nel senso che si stimola in questo modo la produzione nazionale con interventi statali che ricadrebbero fiscalmente sui contribuenti nazionali, ma porterebbero a una incisiva riduzione della disoccupazione e ad una nuova crescita economica.

## Bibliografia

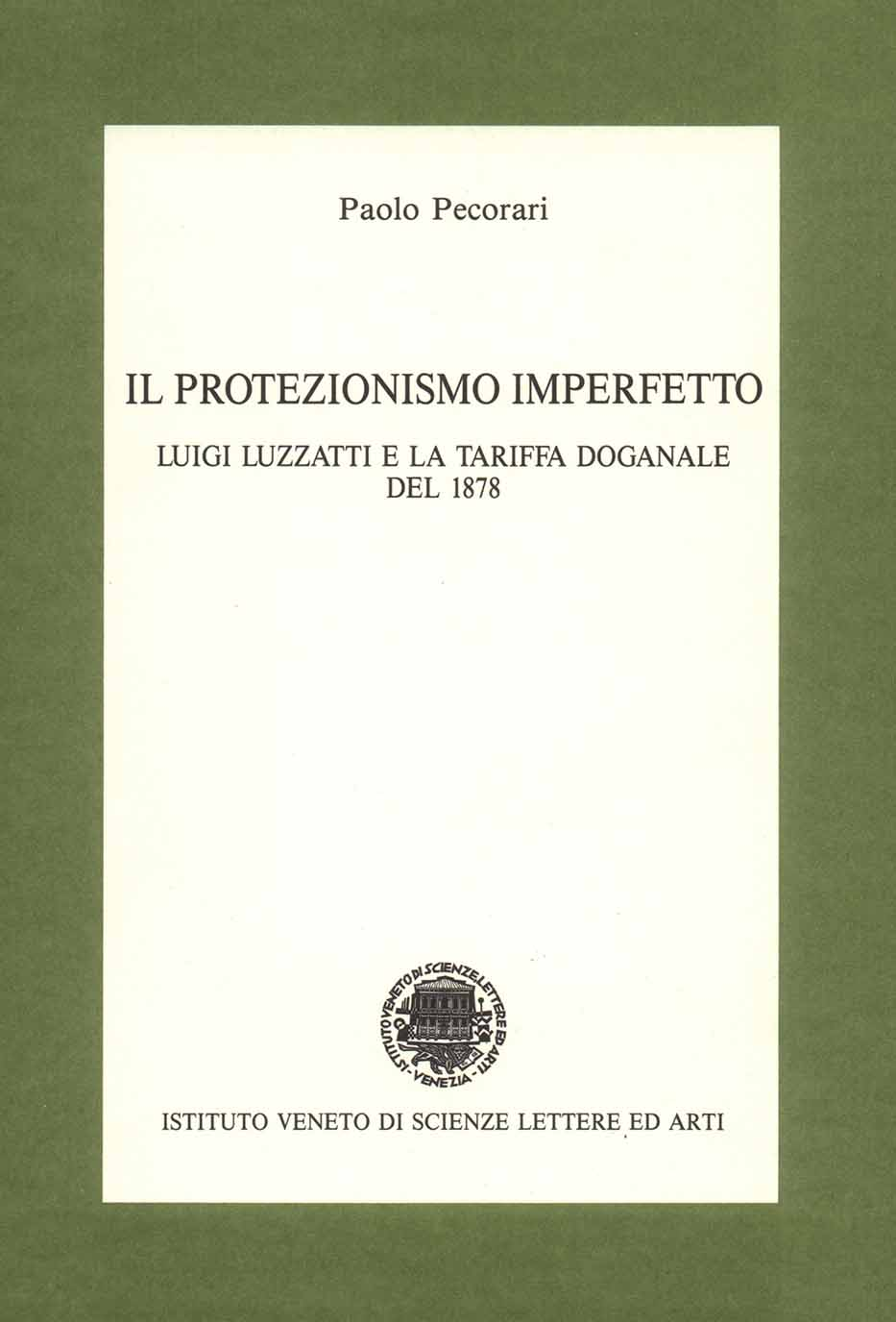
Protezionismo imperfetto, 1989